# Cinara cedri
Cinara cedri är en insektsart som beskrevs av Mimeur 1936. Cinara cedri ingår i släktet Cinara och familjen långrörsbladlöss. Inga underarter finns listade i Catalogue of Life.